# Lichuan, Fuzhou
Lichuan är ett härad i Jiangxi-provinsen i södra Kina.
Under första hälften av 1930-talet var Lichuan bland de härad som kontrollerades av den Kinesiska sovjetrepubliken.